# Chambellay
 Chambellay  es una comuna y población de Francia, en la región de Países del Loira, departamento de Maine y Loira, en el distrito de Segré y cantón de Le Lion-d'Angers.
Su población en el censo de 1999 era de 299 habitantes.
Está integrada en la Communauté de communes de la Région du Lion-d’Angers .

## Demografía
| 425 | 368 | 283 | 320 | 268 | 299 |
| Para los censos de 1962 a 1999 la población legal corresponde a la población sin duplicidades (Fuente: INSEE [Consultar]) |     |     |     |     |     |